# آلدن داو
آلدن داو (به انگلیسی: Alden Dow) متولد۱۰ اوریل ۱۹۰۴، معمار آمریکایی اهل میشیگان بود.
او در دانشگاه میشیگان و سپس در دانشگاه کلمبیا تحصیل کرد.
داو نخست در ۱۹۳۳ با فرانک لوید رایت همکار شد و چند سال بعد مستقلاً یک شرکت تأسیس نمود. او در ۲۰ اگوست۱۹۸۳ فوت نمود.